# Paraputo makilingensis
Paraputo makilingensis är en insektsart som beskrevs av Ireneo L. Lit 1992. Paraputo makilingensis ingår i släktet Paraputo och familjen ullsköldlöss.
Artens utbredningsområde är Filippinerna. Inga underarter finns listade i Catalogue of Life.